# 帕梅拉·希克斯夫人
帕梅拉·卡門·路易絲·希克斯夫人（英語：Lady Pamela Carmen Louise Hicks，婚前姓：蒙巴頓（Mountbatten），1929年4月19日—）是英國貴族，為英國王室的親戚。她是第一代緬甸的蒙巴頓伯爵路易·蒙巴頓（前巴頓堡親王路易斯）和蒙巴頓伯爵夫人埃德溫娜·蒙巴頓的小女兒。愛丁堡公爵菲利普親王是她的表哥，其母親是她的姑姑；俄羅斯帝國最後一位皇后亞歷山德拉則是她的姨婆。她曾擔任表嫂伊丽莎白二世的伴娘，後來擔任她的女官。伊莉莎白二世也是她的遠房表姊，兩人同是維多利亞女王的玄孫輩。